# СОК (команда КВН)
«СОК» — команда КВН из Самары. Чемпионы Премьер-лиги КВН 2007. Финалисты Высшей лиги 2008. Чемпионы Высшей лиги 2011.

## Достижения
- Чемпионы лиги «Поволжье» (2006)
- Чемпионы Премьер-Лиги (2007)
- Бронза Высшей лиги КВН (2008)
- Полуфиналисты Высшей лиги (2009)
- Четвертьфиналисты Высшей лиги (2010)
- Чемпионы Высшей лиги КВН (2011)
- Обладатели Малого КиВиНа в светлом (2008)
- Обладатели Малого КиВиНа в темном (2009, 2010)
- Участники Летнего кубка чемпионов 2010
- Обладатели Большого КиВиНа в золотом в тандеме с командой ПриМа (2011)
- Обладатели Летнего кубка чемпионов 2012
- Победители Встречи выпускников КВН 2018

## Некоторые номера
- Буратино (1/2 2008, СТЭМ)
- Басков в другой реальности (1/2 2011, СТЭМ со звездой)
- Подстава Колчина (СОК, КВН-2011, финал)

## Состав команды
- Дмитрий Колчин — капитан
- Александр Волохов
- Илья Алексеев
- Александр Юдин
- Василина Кукушкина
- Варвара Корчагина (Клеймёнова)
- Леонид Копичай
- Денис Бугаев
- Сергей Дубинский
- Алексей Зюзин
- Сергей Ларионов — руководитель команды
- Валерия Матковская — администратор
- Юрий Чесноков — звукооператор
- Алексей Попков

## ПостКВН
Дмитрий Колчин с 2012 по 2016 год был редактором Высшей и Первой лиг КВН.
Александр Волохов — участник шоу «Comedy Woman» и «Слава богу, ты пришёл!».